# Federal Bureau of Narcotics
Il Federal Bureau of Narcotics o FBN (in italiano: Ufficio Federale sui Narcotici) fu un'agenzia del Dipartimento del Tesoro degli Stati Uniti che aveva il compito di disciplinare, sorvegliare e controllare il commercio delle sostanze stupefacenti.

## Storia
Il FBN nacque a seguito dell'approvazione da parte del Congresso degli Stati Uniti di una legge del 14 giugno 1930 promossa dal deputato Stephen G. Porter (uno dei "padri" della legislazione antidroga statunitense) ed aveva lo scopo principale di garantire l'applicazione della legge sugli stupefacenti (l'Harrison Narcotics Act del 1914), incarico fino ad allora svolto dalla Divisione Narcotici del Bureau of Prohibition (Ufficio Federale sempre alle dipendenze del Dipartimento del Tesoro durante il proibizionismo degli alcolici), soppressa quello stesso anno.
Il primo commissario fu Harry J. Anslinger, che ricoprì tale incarico per più di trent'anni, servendo ben cinque presidenti, da Herbert Hoover a John F. Kennedy. Sotto la sua direzione, il FBN fece pressioni sul Congresso degli Stati Uniti per ottenere leggi più severe contro il traffico di narcotici, come il Marihuana Tax Act del 1937 e il Boggs Act del 1951, ed avviò una campagna di spionaggio e schedatura nei confronti di importanti musicisti jazz accusati di consumo di droghe, come Louis Armstrong, Cab Calloway, Duke Ellington, Billie Holiday e tanti altri. Nel 1950 il FBN di Anslinger collaborò attivamente con il Comitato Kefauver nella sua inchiesta sul crimine organizzato negli Stati Uniti. Sempre per volontà di Anslinger, furono aperti uffici esteri del FBN in Francia, Italia, Turchia, Libano, Thailandia e poi in altri Paesi, al fine di coadiuvare le forze dell'ordine locali nella lotta al narcotraffico. Dopo il suo pensionamento nel 1962, Anslinger fu rimpiazzato da uno dei suoi più stretti collaboratori, Henry Giordano, fino al 1968, quando il FBN fu fuso con il Bureau of Drug Abuse Control per formare il Bureau of Narcotics and Dangerous Drugs (BNDD, Agenzia dei narcotici e delle droghe pericolose), che diventerà nel 1973 la Drug Enforcement Administration (DEA).

## Influenza culturale
- Un agente del FBN interpretato da Dick Powell è il protagonista del film Oppio (1948), diretto da Robert Stevenson.
- Charles Siragusa, agente del FBN operante in Italia nel dopoguerra, interpreta se stesso nel film Lucky Luciano (1973) di Francesco Rosi.